# キム・ユソン (フィギュアスケート選手)
キム・ユソン（金 裕聖、ハングル：김유성、英語: Kim Yu-seong、2009年6月12日 - ）は、大韓民国のフィギュアスケート選手（女子シングル）。

## 経歴

### 幼少期
2009年6月12日にソウル特別市で誕生。双子（一卵性双生児）の姉ユジェもフィギュアスケート選手。
8歳の時に姉妹でフィギュアスケートを始めた。当時住んでいた地域にスケートリンクがなかったため、2019年に果川市に引っ越して、チェ・ヒュンキュンの指導を受けた。

### ジュニア時代

#### 2022–23シーズン
2022年デニステンメモリアルチャレンジのジュニア部門で銀メダル獲得。2023年韓国フィギュアスケート選手権では25点差以上をつけて金メダルを獲得した。

#### 2023–24シーズン
7月下旬の韓国ジュニアグランプリシリーズ予選で4位となり、ジュニアグランプリシリーズ2大会に出場することになった。ジュニアグランプリシリーズのデビュー戦となったタイ大会では、1位の中井亜美に0.73点差で銀メダル獲得。この大会のフリースケーティングでトリプルアクセルの着氷に成功した。9月下旬には姉妹のコーチがチェ・ヒュンキュンから池炫靜とキム・ジンソに変更されたと発表された。ハンガリー大会では、トリプルアクセルが失敗に終わったものの、銀メダル獲得。
2024年江原道ユースオリンピックの国内予選で銀メダルを獲得し、韓国選手権を制覇したシン・ジアとともに韓国代表になった。
ジュニアグランプリファイナルでは、ショートプログラムでトリプルルッツのエッジエラー宣言を受け4位となり、フリースケーティングではトリプルアクセルと他のトリプルジャンプを成功させたものの、再びルッツのエッジ判定を受けて4位。全体では3位の上薗恋奈に5.98点差で4位となった。2024年韓国フィギュアスケート選手権では4位となり、5位の姉とともに2024年世界ジュニアフィギュアスケート選手権の韓国代表に選出された。
ユースオリンピックでは4位。世界ジュニアフィギュアスケート選手権では姉妹で出場し、15位と16位に終わった。

#### 2024–25シーズン
7月下旬の韓国ジュニアグランプリシリーズ予選で2位となり、ジュニアグランプリシリーズ2大会に出場することになった。
2024年8月、姉妹のコーチが再びチェ・ヒュンキュンに変更されたと発表された。
9月のトルコ大会で金メダルを獲得し、自己ベストを更新した。その後、10月の中国大会では銀メダルを獲得し、ジュニアグランプリファイナル出場が決定した。

## 競技成績

### ISUパーソナルベストスコア
- SP - ショートプログラム、FS - フリースケーティング
- TSS - 部門内合計得点（英: Total segment score）は太字
- TES - 技術要素点（英: Technical element score）、PCS - 演技構成点（英: Program component score）

| 部門 | 種類 | 得点   | 大会                     |
| ---- | ---- | ------ | ------------------------ |
| 総合 | TSS  | 198.63 | 2024年JGPアンカラ        |
| SP   | TSS  | 64.72  | 2024年JGPアンカラ        |
| SP   | TES  | 36.56  | 2024年ユースオリンピック |
| SP   | PCS  | 29.04  | 2024年JGPファイナル      |
| FS   | TSS  | 133.91 | 2024年JGPアンカラ        |
| FS   | TES  | 75.74  | 2024年JGPアンカラ        |
| FS   | PCS  | 58.17  | 2024年JGPアンカラ        |

### 主な戦績
- JGP - ISUジュニアグランプリシリーズ
- J - ジュニアクラス

| 大会名               | 2022–23 | 2023–24 | 2024–25 |
| -------------------- | ------- | ------- | ------- |
| ユースオリンピック   |         | 4位     |         |
| 世界ジュニア選手権   |         | 15位    |         |
| JGP ファイナル       |         | 4位     | 5位     |
| JGP 無錫             |         |         | 2位     |
| JGP アンカラ         |         |         | 1位     |
| JGP ブダペスト       |         | 2位     |         |
| JGP バンコク         |         | 2位     |         |
| デニステンメモリアル | 2位 J   |         |         |
| 韓国選手権           | 1位 J   | 4位     | 4位     |

### 詳細
- マークが付いている大会はISU公認の国際大会
- パーソナルベストは太字で表示

| 2024-2025 シーズン   |                                                 |         |          |          |
| 開催日               | 大会名                                          | SP      | FS       | 結果     |
| 2024年12月5日 - 8日  | ISUジュニアグランプリファイナル（グルノーブル） | 5 64.42 | 5 119.81 | 5 184.23 |
| 2024年10月9日 - 12日 | ISUジュニアグランプリ 無錫（無錫）              | 3 64.20 | 4 128.03 | 2 192.23 |
| 2024年9月18日 - 21日 | ISUジュニアグランプリ アンカラ（アンカラ）      | 2 64.72 | 1 133.91 | 1 198.63 |

| 2023-2024 シーズン     |                                                    |         |           |           |
| 開催日                 | 大会名                                             | SP      | FS        | 結果      |
| 2024年2月26日 - 3月3日 | 2024年世界ジュニアフィギュアスケート選手権（台北） | 9 59.58 | 15 111.22 | 15 170.80 |
| 2024年1月19日 - 2月2日 | 2024年 ユースオリンピック（江原）                  | 4 63.64 | 4 117.89  | 4 181.53  |
| 2024年1月4日 - 7日     | 2024年韓国フィギュアスケート選手権（議政府市）     | 7 64.93 | 4 135.80  | 4 200.73  |
| 2023年12月7日 - 10日   | ISUジュニアグランプリファイナル（北京）            | 5 62.71 | 4 127.77  | 4 190.48  |
| 2023年9月20日 - 23日   | ISUジュニアグランプリ ブダペスト（ブダペスト）     | 6 60.03 | 3 116.95  | 2 176.98  |
| 2023年8月23日 - 26日   | ISUジュニアグランプリ バンコク（バンコク）         | 2 63.04 | 1 126.88  | 2 189.92  |

| 2022-2023 シーズン    |                                                                  |         |          |          |
| 開催日                | 大会名                                                           | SP      | FS       | 結果     |
| 2023年1月5日 - 8日    | 2023年韓国フィギュアスケート選手権ジュニアクラス（議政府市）     | 1 59.35 | 1 117.72 | 1 177.07 |
| 2022年10月26日 - 29日 | 2022年デニステンメモリアルチャレンジジュニアクラス（アルマトイ） | 2 58.26 | 2 95.64  | 2 153.90 |

## プログラム使用曲
| シーズン  | SP                                                    | FS | EX |
| --------- | ----------------------------------------------------- | --- | -- |
| 2024–2025 | - Clair de lune by Claude Debussy choreo. by Misha Ge | - Swift Sword - Warriors (from Hero) - A Love Before Time (from Crouching Tiger, Hidden Dragon) by Tan Dun performed by Yo-Yo Ma & Coco Lee choreo. by Shin Yea-ji |    |
| 2023–2024 | - Fly Me To The Moon by Sia choreo. by Shin Yea-ji    | - The Lark Ascending by Ralph Vaughan Williams performed by Hilary Hahn choreo. by Shin Yea-ji                                                                     |    |
| 2022–2023 | - Fly Me To The Moon by Sia choreo. by Shin Yea-ji    | - The Lark Ascending by Ralph Vaughan Williams performed by Hilary Hahn choreo. by Shin Yea-ji                                                                     |    |